# Craspedosoma aegonotum
Craspedosoma aegonotum är en mångfotingart som beskrevs av Carl Graf Attems 1927. Craspedosoma aegonotum ingår i släktet Craspedosoma och familjen knöldubbelfotingar. Inga underarter finns listade i Catalogue of Life.